# 間鱊
間鱊（学名：Acheilognathus intermedia）为輻鰭魚綱鯉形目鱊科的其中一種，分布於亞洲北韓及日本，本魚背鰭硬棘3枚；背鰭軟條7至9枚；臀鰭軟條9至11枚，體長可達13公分。
其种加词“intermedia”意为“中间的”。